# Karoline Dettmer
Karoline Dettmer (* 4. Oktober 1867 in Stadthagen; † 21. August 1959 in Minden) war eine deutsche Politikerin der Weimarer Republik und Reichstagsabgeordnete (SPD) von Januar 1930 bis zur Auflösung des Reichstags im selben Jahr.

## Leben
Karoline Dettmer besuchte die Volksschule in Stadthagen und war später als Hausangestellte tätig. Seit den 1880er Jahren arbeitete sie bei der Arbeiterwohlfahrt (AWO) in Minden mit. Ab 1914 war sie beim Jugendamt sowie beim Wohlfahrtsamt in Minden ehrenamtlich tätig. Von 1918 bis 1920 war sie Beisitzerin im Mieteinigungsamt und von 1919 bis 1922 Mitglied der Lebensmittelkommission.
Seit den 1880er Jahren war Dettmer für die SPD aktiv, im Jahr 1919 wurde sie Stadtverordnete in Minden. Bis 1928 und abermals 1930 kandidierte sie erfolglos für den Reichstag. Im Januar 1930 konnte sie dann für den verstorbenen Abgeordneten Wilhelm Schlüter in den Reichstag nachrücken. Abgeordnete blieb sie jedoch nur bis zur Auflösung des Reichstags im September 1930.
Nach 1945 war Dettmer am Wiederaufbau der SPD in Minden aktiv, außerdem wurde sie 1947 Ehrenvorsitzende der AWO in Minden.